# أل اندروز
أل اندروز (بالإنجليزية: Al Andrews)‏ هو لاعب كرة قدم أمريكية أمريكي، ولد في 10 يوليو 1945 في أوكلاند في الولايات المتحدة.

## وصلات خارجية
- أل اندروز على موقع مرجع كرة القدم المحترفة.كوم (الإنجليزية)